# Liste der Baudenkmäler in Bonstetten (Schwaben)
Auf dieser Seite sind die Baudenkmäler in der schwäbischen Gemeinde Bonstetten zusammengestellt. Diese Tabelle ist eine Teilliste der Liste der Baudenkmäler in Bayern. Grundlage ist die Bayerische Denkmalliste, die auf Basis des Bayerischen Denkmalschutzgesetzes vom 1. Oktober 1973 erstmals erstellt wurde und seither durch das Bayerische Landesamt für Denkmalpflege geführt wird. Die folgenden Angaben ersetzen nicht die rechtsverbindliche Auskunft der Denkmalschutzbehörde.
 Die Liste gibt den Fortschreibungsstand vom 28. August 2018 wieder und umfasst zwei Baudenkmäler.

## Baudenkmäler
| Lage                                             | Objekt                                                 | Beschreibung                                                     | Akten-Nr.             | Bild           |
| ------------------------------------------------ | ------------------------------------------------------ | ---------------------------------------------------------------- | --------------------- | -------------- |
| Erlenfeld (an der Straße nach Welden) (Standort) | Wegkapelle                                             | Rechteckbau mit halbrundem Schluss und Blendgiebel, erbaut 1885. | D-7-72-126-3 Wikidata | weitere Bilder |
| Kirchstraße 4 (Standort)                         | Chor und Turm der katholischen Pfarrkirche St. Stephan | Um 1500, Langhaus 1982 neu erbaut; mit Ausstattung.              | D-7-72-126-2 Wikidata | weitere Bilder |

## Ehemalige Baudenkmäler
In diesem Abschnitt sind Objekte aufgeführt, die früher einmal in der Denkmalliste eingetragen waren, jetzt aber nicht mehr. Objekte, die in anderem Zusammenhang also z. B. als Teil eines Baudenkmals weiter eingetragen sind, sollen hier nicht aufgeführt werden. Aktennummern in diesem Abschnitt sind ehemalige, jetzt nicht mehr gültige Aktennummern.

| Lage                       | Objekt             | Beschreibung                                                  | Akten-Nr. | Bild               |
| -------------------------- | ------------------ | ------------------------------------------------------------- | --------- | ------------------ |
| Bahnhofstraße 6 (Standort) | Kleines Bauernhaus | eingeschossig mit Froschmaul, 1. Drittel des 19. Jahrhunderts |           | Kleines Bauernhaus |